# Anampses lineatus
Anampses lineatus Randall, 1972 è un pesce di acqua salata appartenente alla famiglia Labridae.

## Descrizione
Il corpo è allungato e compresso lateralmente. La colorazione varia molto nel ciclo vitale di questo pesce: gli esemplari giovani sono neri con ampie macchie giallastre o biancastre irregolari e subito dietro la testa è presente una linea bianca verticale che continua sul bordo della pinna dorsale. Gli adulti, invece, sono marroni, e con la crescita le macchie bianche si sono ridotte, diventando puntini od unendosi in linee. Alla base della pinna caudale, che è nera, è presente una fascia bianca. La pinna anale e la pinna dorsale sono basse, lunghe e dello stesso colore del corpo. Le pinne pettorali sono trasparenti. Non supera i 13 cm.

## Biologia

### Comportamento
gli esemplari giovani sono prevalentemente solitari; invece gli adulti di solito vivono in gruppetti costituiti da diverse femmine ed un solo maschio dominante.

### Riproduzione
È un pesce oviparo e la fecondazione è esterna. Come le altre specie del suo genere, è ermafrodita e gli esemplari più grossi sono maschi.

## Habitat e Distribuzione
Il suo areale è molto ampio, e comprende l'oceano Indiano, l'oceano Pacifico ed anche il Mar Rosso. Si trova anche in Indonesia, a Bali e sulle coste del Sudafrica. Vive prevalentemente intorno ai 40 m di profondità, nelle barriere coralline.

## Conservazione
Non risente di particolari minacce e viene solo pescato raramente per l'acquariofilia, ma viene classificato come "dati insufficienti" (DD). Infatti non si riesce a stabilire bene quanti a quanti esemplari ammonti la popolazione attuale perché A. lineatus somiglia tantissimo a A. melanurus e le due specie vengono facilmente confuse.